# 돌무지 덧널무덤

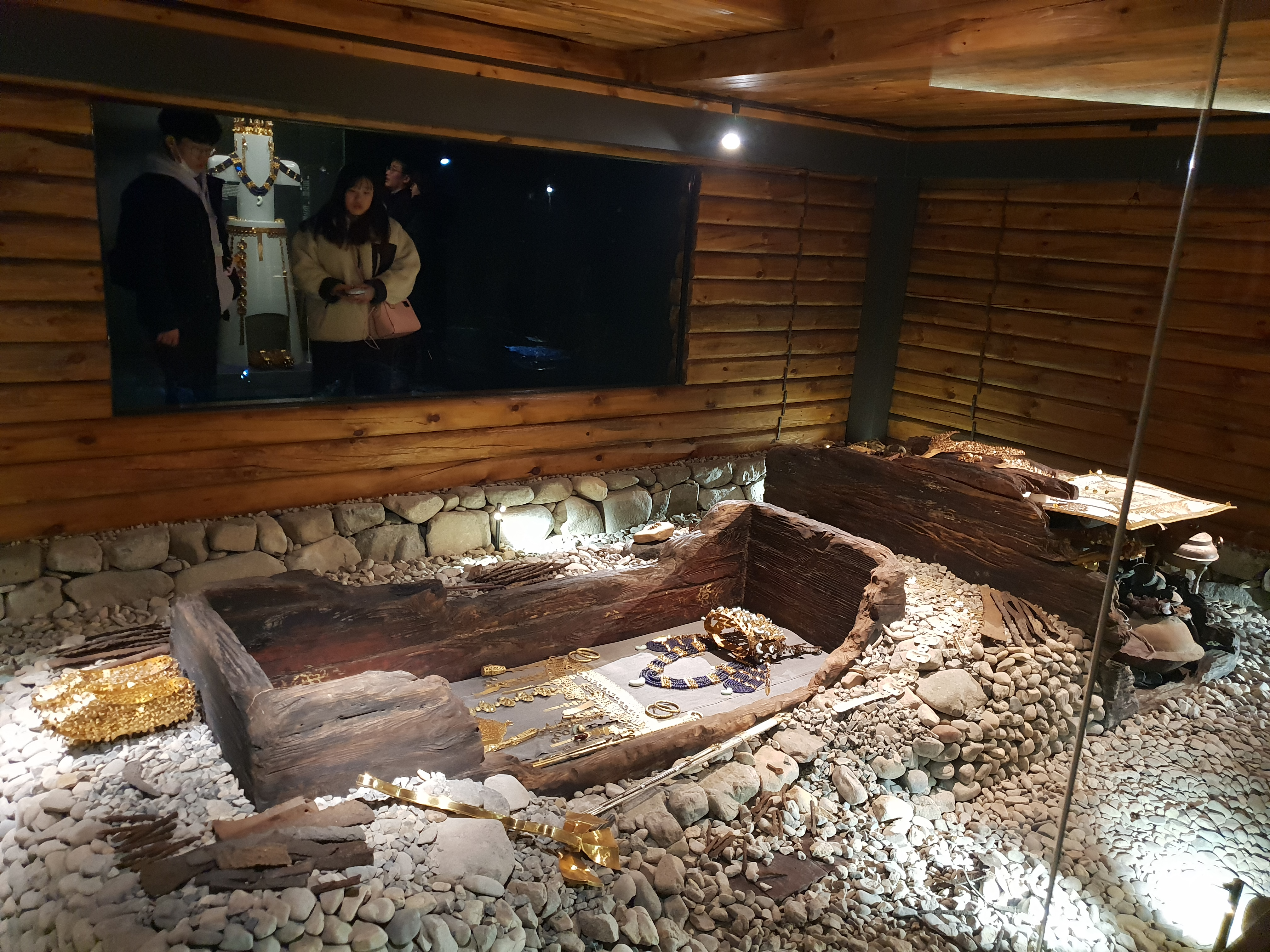
천마총의 돌무지 덧널무덤 복원

돌무지 덧널무덤은 주로 신라에서 만든 무덤으로 지상이나 지하에 시체와 껴묻거리를 넣은 나무덧널을 설치하고 그 위에 냇돌을 쌓은 다음 흙으로 덮었다. 목관을 수많은 돌덩이와 흙이 뒤덮고 있기 때문에 도굴이 어려워 많은 껴묻거리가 그대로 남아 있다. 거대한 언덕처럼 보인다. 옛 용어는 적석 목곽분(積石木槨墳)이다.
금관총, 천마총이 대표적인 돌무지 덧널무덤 양식의 무덤이다.

## 같이 보기
- 돌무지무덤
- 덧널무덤
- 금관총
- 천마총